# Leptoderris laurentii
Leptoderris laurentii là một loài thực vật có hoa trong họ Đậu. Loài này được (De Wild.) De Wild. miêu tả khoa học đầu tiên.